# Deroceras cyprium
Deroceras cyprium is een slakkensoort uit de familie van de Agriolimacidae. De wetenschappelijke naam van de soort is voor het eerst geldig gepubliceerd in 1906 door Simroth.